# 热尔蒙维尔
热尔蒙维尔（法語：Germonville，法語發音：[ʒɛʁmɔ̃vil]）是法国默尔特-摩泽尔省的一个市镇，位于该省南部，和孚日省接壤，属于南锡区。

## 地理
热尔蒙维尔（48°24'25"N, 6°12'45"E）面积5.21 平方千米，位于法国大東部大區默尔特-摩泽尔省，该省份为法国东北部内陆省份，是洛林的一部分，北邻比利时、卢森堡，北起顺时针与摩泽尔省、下莱茵省、孚日省和默兹省接壤。
与热尔蒙维尔接壤的市镇（或旧市镇、城区）包括：布拉勒维尔、格里波尔、勒伯维尔、克西罗库尔、埃尔居涅。
热尔蒙维尔的时区为UTC+01:00、UTC+02:00（夏令时）。

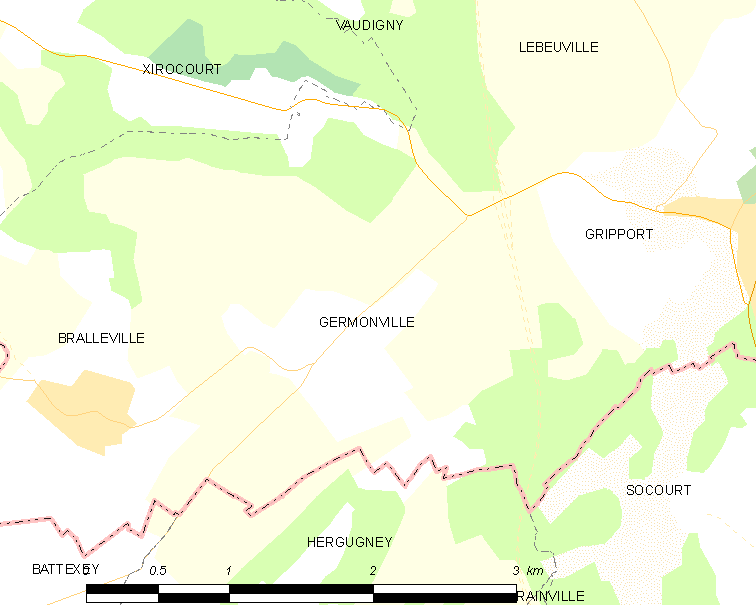
热尔蒙维尔的OSM定位图

## 行政
热尔蒙维尔的邮政编码为54740，INSEE市镇编码为54224。

## 政治
热尔蒙维尔所属的省级选区为梅讷欧桑图瓦县。

## 人口

1962-2008年间热尔蒙维尔人口变化图示

热尔蒙维尔于2022年1月1日时的人口数量为130人。